# Pomnik św. Jana Nepomucena w Policach nad Metují
Pomnik św. Jana Nepomucena w Policach nad Metují – zabytkowy pomnik w miejscowości Police nad Metují.
Pomnik św. Jana Nepomucena jest dobrym przykładem późnobarokowej rzeźby wschodnich Czech. Stoi w zakolu drogi przy kamiennej balustradzie, która pierwotnie była częścią mostu przy młynie.
Posąg znajduje się na masywnym trójdzielnym cokole. Święty głowę ma pochyloną nad krucyfiksem, który trzyma w prawej ręce, lewa spoczywa na dolnej belce krzyża. Środek ciężkości posągu znajduje się na prawej nodze, lewa noga jest zgięta. Po bokach, na dolnej części cokołu stoją dwa anioły zastygłe w tym samym ruchu, w lustrzanym odbiciu.
Po drugiej stronie ulicy znajduje się pomnik św. Prokopa.